# جو (سلاح)

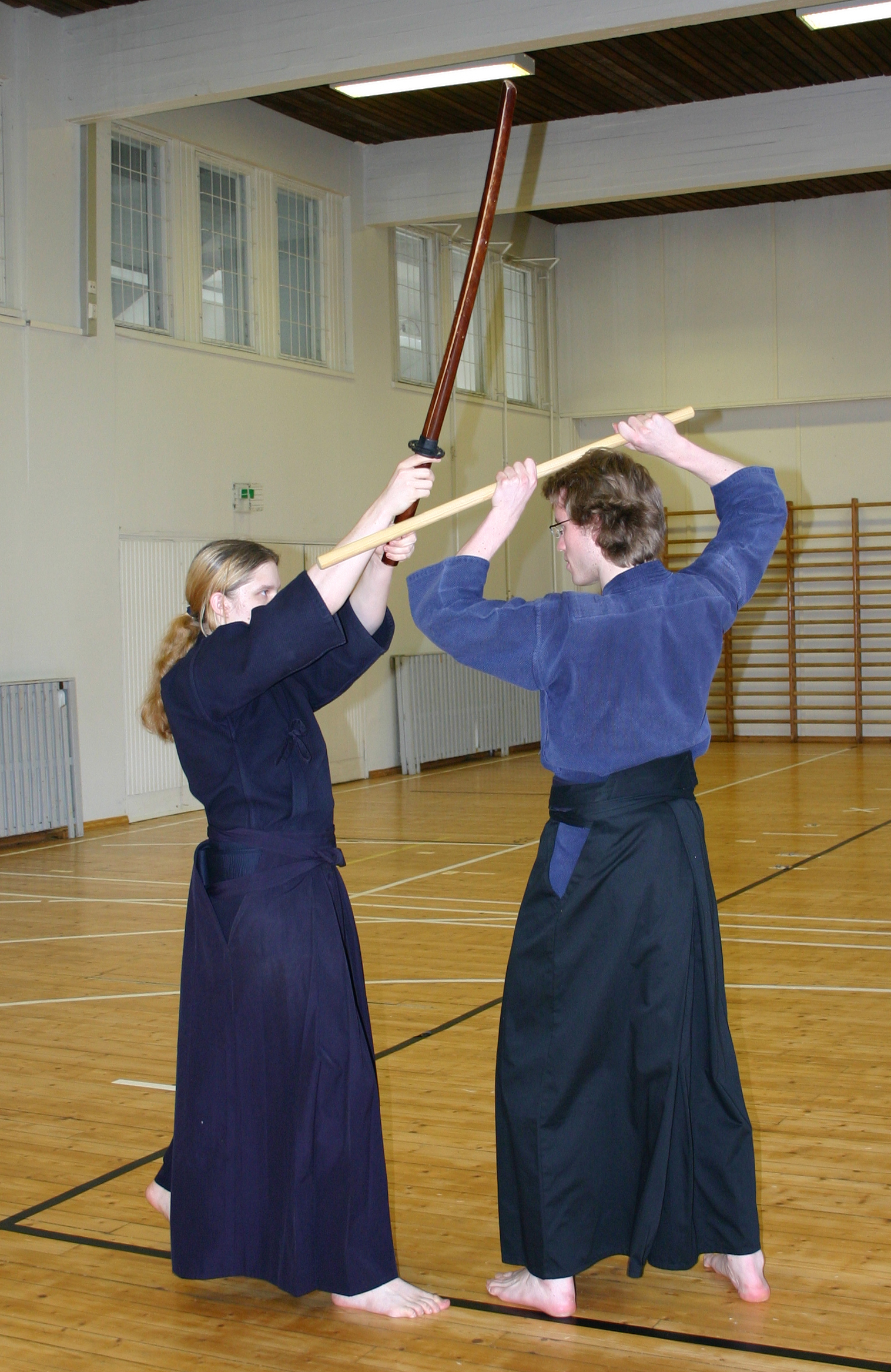

جو (باليابانية: 杖) ، jō، أو عصا متوسطة هو سلاح تقليدي ياباني من الخشب، يبلغ طوله 1.28 متر وقطره 2.6 سم. يتم استخدامه في ممارسة الأيكيدو (الأيكي - جو)، و جو جيتسو.
العصا جو، متوسطة الحجم، يختلف عن (bō [الفرنسية])،(عصا طويلة)، ل (tanbō [الفرنسية]) عصا قصيرة، وفي (hanbō) نصف عصا.
الجو هو موضوع فن (jojutsu [الفرنسية]) في (jōdō)، فن التعامل مع (جو) تواجه خصم مسلح بسيف (متمثل في بوكان). كما أنها تستخدم كجزء من الأيكي - جو، عنصر الأيكيدو، إما كجزء من نزع سلاح فارغ اليدين للمهاجمين مسلحين بال(جو)، إما في إطار الكاتا اثنين من العاملين الكل شاهرا (جو). و يعتبر (جو) قد تم تصميمها من قبل ( Muso Gonnosuke [الفرنسية]) الذي بعد هزيمة ( مياموتو موساشي) كان يبحث عن سلاح طويلة بما فيه الكفاية ليكون لها ميزة كبيرة على مدى يطيل السيف، ولكن باختصار بما فيه الكفاية للبقاء أكثر سهولة من الرمح (yari [الفرنسية])أو (bō).

## مقالات لها صلة
- أيكي بودو

- كينوميتشي

- يوسيكان بودو